# Pu Yi
Aisin Gioro Pu Yi (in cinese: 爱新觉罗溥仪T, Àixīnjuéluó PǔyíP, in mancese: Aisin-Gioro Pu I), nome di cortesia Yaozhi (耀之T, YàozhīP), pseudonimo Haoran (浩然T, HàoránP), nome postumo Mindi (愍帝), nome templare Gongzong (恭宗), noto anche con il nome occidentale di Henry Pu Yi (Pechino, 7 febbraio 1906 – Pechino, 17 ottobre 1967) è stato l'undicesimo imperatore Qing e l'ultimo imperatore della Cina, regnando dal 1908 alla sua deposizione nel 1912 (rivoluzione Xinhai). Dal 1934 al 1945 fu imperatore del Manciukuò, Stato fantoccio creato dall'Impero giapponese, con il nome dell'era Dàtóng (大同), cambiato successivamente in Kāngdé (康德).

## Biografia

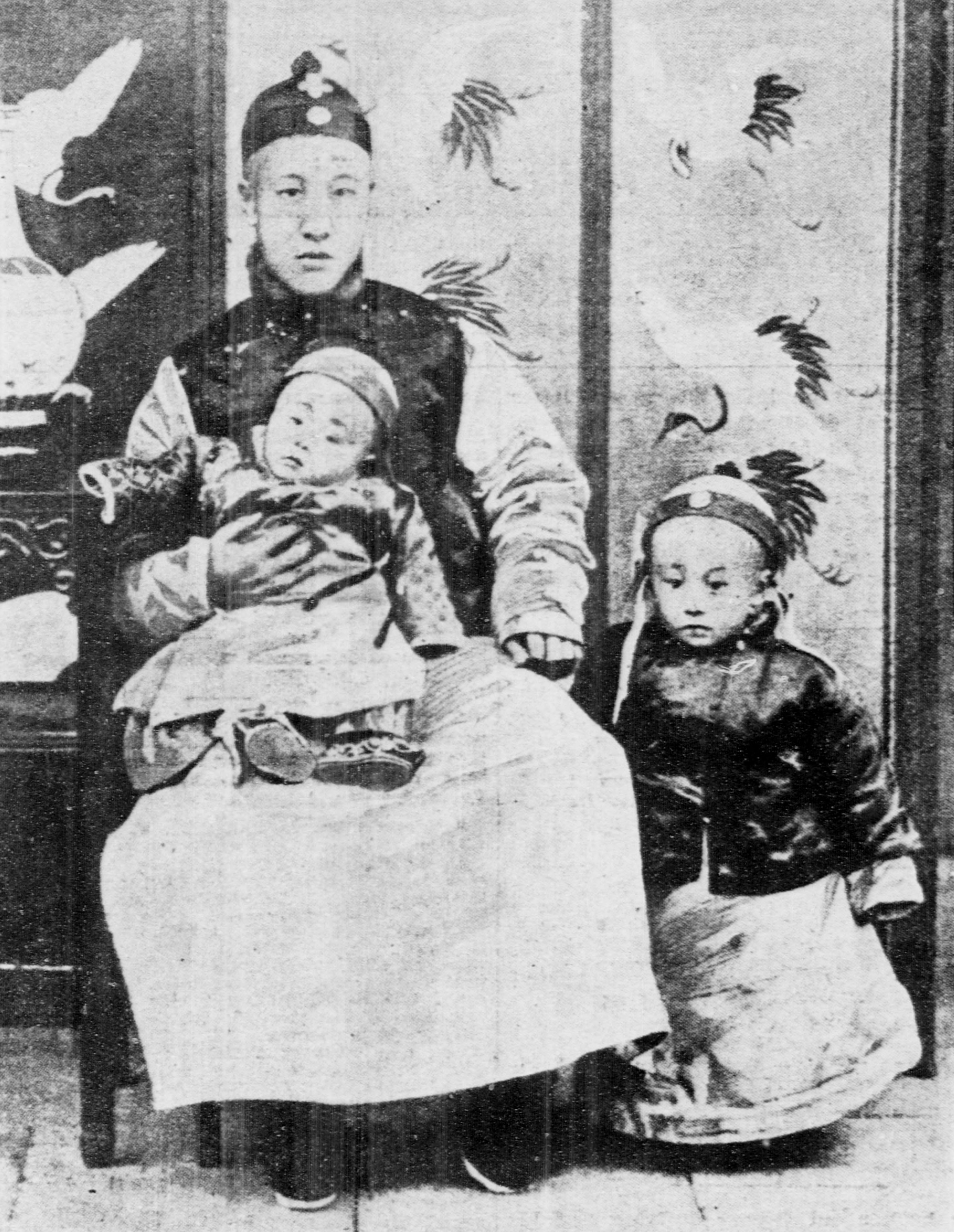
Pu Yi (in piedi), insieme al padre, il principe Chun, l'allora reggente della nazione, e il fratello minore Pujie, 28 febbraio 1909

Nel dicembre 1908, all'età di appena due anni e dieci mesi, Aisin Gioro Pu Yi fu scelto dall'imperatrice vedova Cixi e incoronato come successore dell'imperatore Guangxu, suo zio, carica che ricoprì per poco più di tre anni, sino al febbraio 1912. Tuttavia, essendo minorenne, fu affiancato nel governo dal padre Zaifeng, il principe Chun, reggente fino al 1911. A seguito della Rivoluzione Xinhai, guidata da Sun Yat-sen, il 12 febbraio 1912 fu fatto abdicare, consentendo la proclamazione della Repubblica di Cina; gli venne tuttavia concesso di risiedere in clausura con la corte nella Città Proibita a Pechino, dove si trovava la sede imperiale, e di conservare alcune prerogative, incluso il titolo di imperatore. Qui ricevette una formazione di stampo occidentale grazie al suo precettore, il docente scozzese Reginald Fleming Johnston.

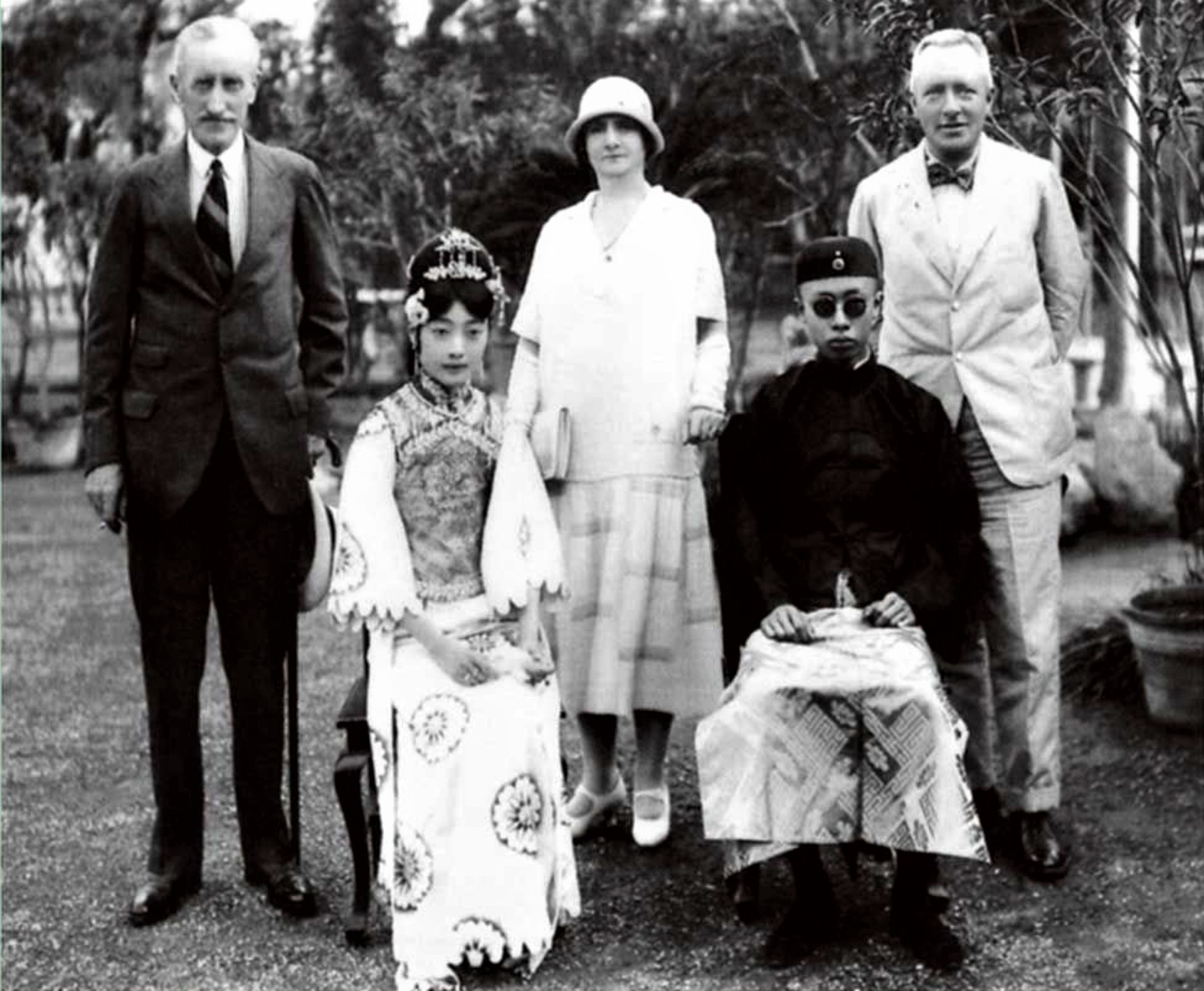
Pu Yi insieme alla consorte Wan Rong e al precettore Johnston nel Giardino Zhanyuan, Nanchino, 1920 circa

Nel luglio 1917, a seguito del tentativo di restaurare l'Impero, compiuto dal generale Zhang Xun durante la presidenza di Li Yuanhong, fu nuovamente posto sul trono, su cui rimase però nominalmente per appena dodici giorni. Il 21 ottobre 1922, appena sedicenne, sposò la coetanea Gobulo Wan Rong, sorella del principe Gobulo Runqi, e prese come seconda moglie la dodicenne Erdet Wen Xiu, di origini mongole. Nel 1924, quando le truppe del Kuomintang occuparono Pechino, Pu Yi si rifugiò insieme alle consorti, al fratello Pujie e al cognato Runqi in una residenza di famiglia appartenuta al padre, poi nella legazione nipponica di Pechino e infine trovò riparo in quella di Tientsin.

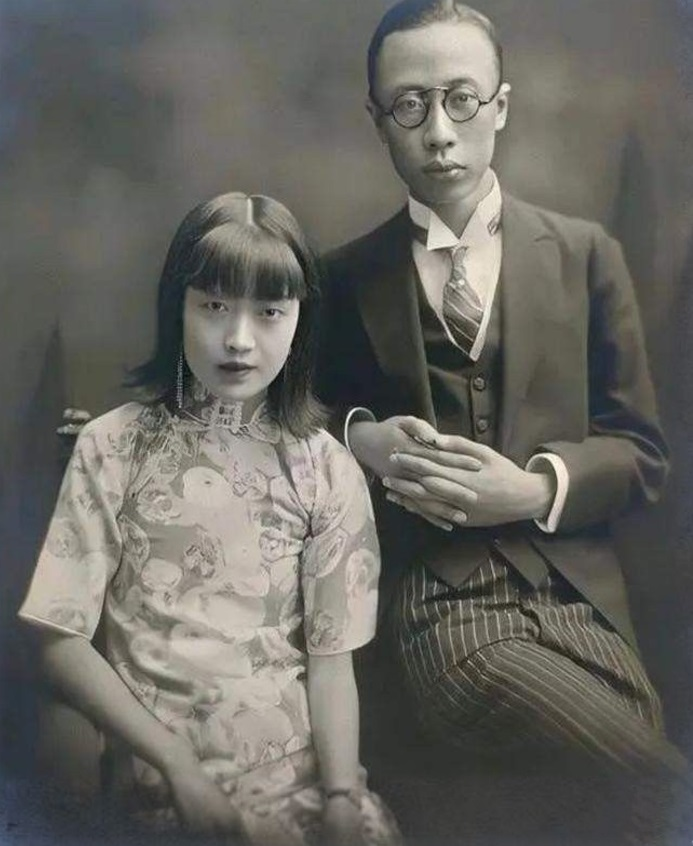
Pu Yi con la prima moglie Wan Rong, 1920 circa

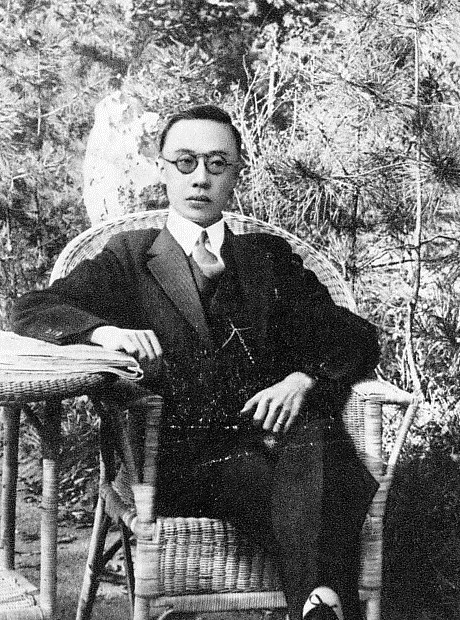
Ritratto di Pu Yi con indosso abiti occidentali, marzo 1934

Quando i giapponesi nel 1931 invasero la Cina settentrionale occupando la Manciuria e cambiandone il nome in Manciukuò, offrirono il trono del nuovo Stato fantoccio a Pu Yi, in quanto ultimo discendente della dinastia Manciù Qing, allo scopo di convincere le altre potenze che l'invasione era stata dettata dalla volontà di liberarne il popolo. In quel frangente Wen Xiu chiese il divorzio, mentre Wan Rong seguì il marito. Stabilitisi a Changchun, Pu Yi, che si illudeva di poter restaurare il potere della dinastia Qing su tutta la Cina, divenne prima capo dello Stato il 28 febbraio 1932 e poi, il 1º marzo 1934 formalmente imperatore col nome di Kāngdé. Dopo la sconfitta militare del Giappone nella seconda guerra mondiale e l'invasione sovietica della Manciuria, Pu Yi fu costretto all'abdicazione, avvenuta il 15 agosto 1945, in seguito alla quale tentò la fuga in Giappone, con l'intenzione di arrendersi agli Stati Uniti d'America, ma venne fermato e arrestato dall'Armata Rossa sulla pista dell'aeroporto di Shenyang il 17 agosto 1945, insieme al fratello e al cognato. L'imperatrice Wan Rong, invece, fu fatta prigioniera dalla guerriglia comunista cinese nel gennaio 1946 mentre tentava la fuga in Corea e, dopo essere stata deportata in diversi campi di prigionia, morì circa sei mesi dopo per l'astinenza da oppio, da cui era dipendente da anni.
Pu Yi, fatto prigioniero dai sovietici e internato in una località nei pressi di Chabarovsk, in URSS, il 16 agosto 1946 testimoniò al processo di Tokyo. Consegnato ai cinesi il 31 luglio 1950, poco dopo la presa del potere da parte dei comunisti di Mao Zedong, fu internato in un istituto di rieducazione per criminali di guerra a Fushun, città vicino a Shenyang, in Manciuria, uscendone riabilitato nel 1959.

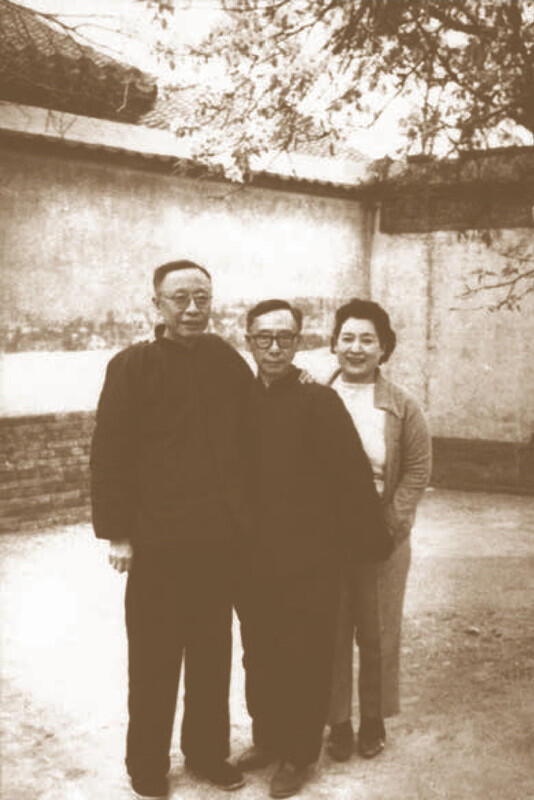
Pujie e Saga Hiro in visita da Pu Yi, ormai gravemente malato, primavera del 1967

A seguito della scarcerazione, l'ex imperatore della dinastia Qing visse a Pechino. In questa fase della sua vita, nella capitale cinese lavorò prima nell'Orto botanico, poi alla Conferenza consultiva come ricercatore storico. Aderì al Partito Comunista Cinese maoista per convenienza politica, ma rimase sempre un controrivoluzionario. Si risposò il 30 aprile 1962 con Li Shuxian, un'infermiera. Pu Yi morì di carcinoma della prostata e uremia all'ospedale Xiehe di Pechino il 17 ottobre 1967. Le sue ceneri vennero tumulate nel cimitero rivoluzionario di Babaoshan (a Pechino), per poi essere trasferite nel 1999 in un piccolo mausoleo nel complesso delle tombe Qing occidentali (清西陵), nella provincia dell'Hebei.

## Influenza sui media
- A seguito della sua scarcerazione, avvenuta nel pieno della Rivoluzione culturale, Pu Yi scrisse un'autobiografia, «我的前半生» (letteralmente La prima metà della mia vita), tradotta in italiano da Bompiani nel 1987 con il titolo Sono stato imperatore. Il libro ha ispirato il film L'ultimo imperatore di Bernardo Bertolucci, in cui il protagonista è impersonato da John Lone.
- Nel film 1911, Pu Yi è interpretato dall'attore bambino Su Hanye.
- Compare anche nella serie di anime e manga Ken il guerriero: Le origini del mito, in cui è in Giappone per cercare di ingaggiare come guardia del corpo il re degli inferi, Kenshiro Kasumi. Dopo averlo incontrato, si rende conto di essere solo una marionetta e decide di affrontarlo per morire da vero uomo. Kenshiro però gli risparmia la vita e Pu-Yi ne esce fortificato nello spirito.